# Jerry O'Connell
Jeremiah "Jerry" O'Connell (New York City, 17. veljače 1974.), američki glumac.

## Životopis
O'Connell je rođen u New York Cityju, sin Linde (rođene Witkowski), i Michael O'Connell. Njegov djed po majčinoj strani Charles S. Witkowski, bio je gradonačelnik Jersey City, New Jersey. Svoju glumačku karijeru započeo je kao dijete u reklama.

## Filmografija
- Pravi pravcati frajeri, 2001.